# الفيزياء الشمسية

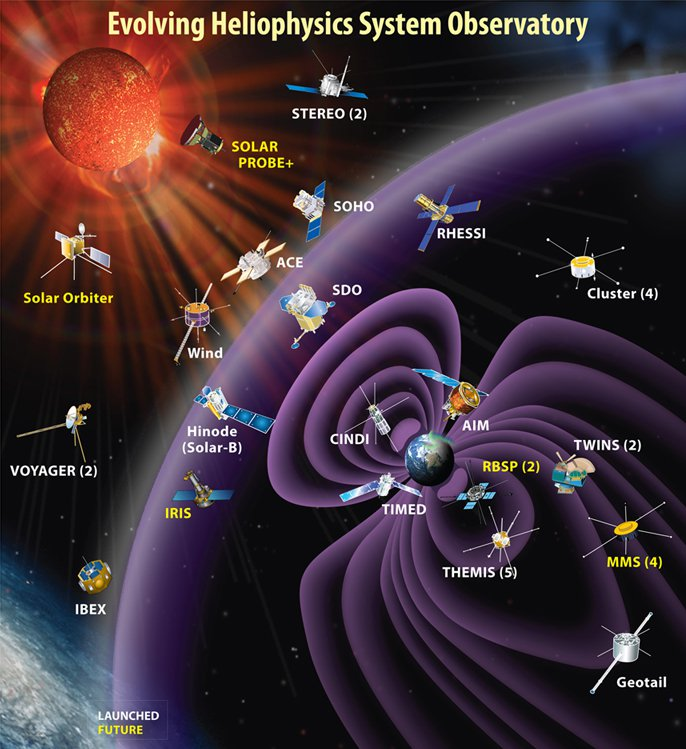
مهام المراصد الحالية والمستقبلية في المناطق التقريبية للدراسة

الفيزياء الشمسية ويطلق عليها بمصطلح (heliophysics) وتعني «فيزياء الشمس» وتم استخدام هذا المصطلح بهذا المعنى إلى وقت قريب.

## نبذة
في الأزمنة الأولى اهتم علماء الفيزياء الحيوية بشكل أساسي بالطبقات السطحية للنجم، وكان مرادفاً لما يسمى الآن «الفيزياء الشمسية». تم تمديد الاستخدام صراحة في عام 1981 لمعناها الحرفي وتدل على فيزياء الشمس بأكملها: وقد استخدمت بهذا المعنى منذ ذلك الحين. وكانت ترجمة مباشرة من الهيليوفيزيكية الفرنسية. وذلك أصبحت فرعًا فرعيًا من علم الفيزياء. في أوائل القرن الحادي والعشرين قام د. جورج سيسكو من جامعة بوسطن بتمديد معنى هذا المصطلح ليشمل فيزياء الغلاف الشمسي (الفضاء حول الشمس ما وراء الإكليل). تجمع الفيزياء العديد من التخصصات الأخرى بما في ذلك الفيزياء الشمسية والفيزياء النجمية بشكل عام وكذلك العديد من الفروع مثل الفيزياء النووية، فيزياء البلازما، فيزياء الفضاء والفيزياء المغناطيسية.
حيث تهتم الفيزياء الشمسية بتفاعل الرياح الشمسية مع الكواكب الممغنطة وانتشار الرياح الشمسية وتأثيرات النشاط الشمسي على الأجسام المغناطيسية الكوكبية وتشكيل المجال المغناطيسي الشمسي من الشمس. ويرتبط الامتداد الحديث للفيزياء الشمسية ارتباطًا وثيقًا بدراسة الطقس الفضائي والظواهر التي تؤثر فيه وبالتالي علم المناخ.
كما تشمل العلوم البيئية وهو هجين فريد بين علم الأرصاد الجوية والفيزياء الفلكية ويتألف من مجموعة من البيانات ومجموعة من النماذج مثل القوانين العامة الخاصة بالبلازما الممغنطة.
وفي العهد الحديث تعتبر «الفيزياء الشمسية» اسم واحد من أربعة أقسام داخل إدارة بعثة العلوم في ناسا:
- علوم الأرض
- علوم الكواكب
- الفيزياء الفلكية
- الفيزياء الشمسية

تم استخدام العنوان لتبسيط اسم القسم السابق «الشمس - اتصالات النظام الشمسي» (وقبل ذلك قسم «اتصالات الأرض-الشمس»).
كما تم اعتماد الاستخدام المحدود لوكالة ناسا لمصطلح الفيزياء الشمسية في تسمية السنة الدولية للفيزياء الشمسية في 2007-2008.